# Dans mes cordes
Albums de Renaud
Métèque
(2022) Live à La Cigale
(2025)
Dans mes cordes est un album du chanteur Renaud, qui est sorti le 1er décembre 2023,. 
Il s'agit d'un album de reprises de titres de son répertoire, enregistré pour partie en live et pour partie en studio, avec un orchestre de cordes. Les titres ont été arrangés par Michel Coeuriot.
L'album fait suite à la tournée du même nom. Il sort en CD et en vinyl.

## Liste des titres
| No  | Titre                             | Paroles | Musique                   | Durée |
| --- | --------------------------------- | ------- | ------------------------- | ----- |
| 1.  | Adieu minette                     | Renaud  | Renaud                    |       |
| 2.  | La pêche à la ligne               | Renaud  | Renaud/Jean-Pierre Bucolo |       |
| 3.  | Cœur perdu                        | Renaud  | Alain Lanty               |       |
| 4.  | Marchand de cailloux              | Renaud  | Renaud                    |       |
| 5.  | C'est quand qu'on va où ?         | Renaud  | Julien Clerc              |       |
| 6.  | Ma gonzesse                       | Renaud  | Alain Brice               |       |
| 7.  | En cloque (live)                  | Renaud  | Renaud                    |       |
| 8.  | Morts les enfants                 | Renaud  | Franck Langolff           |       |
| 9.  | La médaille (Renaud)              | Renaud  |                           |       |
| 10. | Manhattan-Kaboul (avec Noée)      | Renaud  | Jean-Pierre Bucolo        |       |
| 11. | Manu (live)                       | Renaud  | Renaud                    |       |
| 12. | La teigne                         | Renaud  | Renaud                    |       |
| 13. | Son bleu                          | Renaud  | Jean-Louis Roques         |       |
| 14. | Dans ton sac                      | Renaud  | Mourad Malki              |       |
| 15. | Chanson pour Pierrot              | Renaud  | Renaud                    |       |
| 16. | Dès que le vent soufflera (live)  | Renaud  | Renaud                    |       |
| 17. | Morgane de toi (live)             | Renaud  | Franck Langolff           |       |
| 18. | La ballade nord-irlandaise (live) | Renaud  | Traditionnel              |       |

## Personnel

### Réalisation
Thierry Geoffroy et Michel Coeuriot